# Pachyphloia
Pachyphloia es un género de foraminífero bentónico de la familia Pachyphloiidae, de la superfamilia Geinitzinoidea, del suborden Fusulinina y del orden Fusulinida. Su especie tipo es Pachyphloia ovata. Su rango cronoestratigráfico abarca el Pérmico.

## Clasificación
Se han descrito numerosas especies de Pachyphloia. Entre las especies más interesantes o más conocidas destacan:
- Pachyphloia iranica †
- Pachyphloia ovata †

Un listado completo de las especies descritas en el género Pachyphloia puede verse en el siguiente anexo.